# Miki Esparbé
Miki Esparbé, né le 9 octobre 1983 à Manrèse (province de Barcelone), est un acteur espagnol.

## Biographie
Il est le fils de Miquel Esparbé i Fanch, dessinateur de presse mieux connu sous le pseudo d’Esparbé.
Miki Esparbé a d'abord travaillé comme cuisinier, vendeur dans un magasin de sport, ouvrier en usine et barman.
Il mène ensuite une carrière d'acteur bien remplie : Barcelona, noche de verano; El rey tuerto, Es por tu bien, Brigada Costa del Sol, El inocente, Reyes de la noche…
En 2022, il a l'un des rôles principaux dans le film Malnazidos et dans la série de Netflix sortie pour les fêtes de Noël Smiley, adaptation de la pièce de théâtre de Guillem Clua, avec notamment Carlos Cuevas et Ramon Pujol.
En 2025, il joue dans la deuxième saison de la série La Petite Fille sous la neige, basée sur l'œuvre de Javier Castillo.

## Filmographie

### Cinéma
- 2013 : Barcelona, noche de verano de Dani de la Orden
- 2015 : Requisitos para ser una persona normal : Gustavo
- 2015 : On marche sur la tête : Rafa
- 2015 : Barcelona, noche de invierno : Carles
- 2016 : El rei borni : Nacho
- 2017 : No sé decir adiós : Sergi
- 2017 : Es por tu bien de Carlos Therón : Álex
- 2021 : Plus on est de fous : Pablo
- 2021 : En décalage (Tres) : Iván

### Télévision
- 2019 : Brigada Costa del Sol : Martín Pulido
- 2021 : Innocent : Aníbal Ledesma
- 2021 : Reyes de la noche : Jota Montes
- 2022 : Smiley : Bruno Merino
- 2025: La Petite Fille sous la neige: Jaime Bernal

## Récompenses et distinctions
- Prix Gaudí 2022 : nomination comme meilleur acteur dans un second rôle[5]